# Grandia (computerspel)
Grandia is een computerspel ontwikkeld door Game Arts en uitgegeven door Entertainment Software Publishing voor de Sega Saturn. Het rollenspel is uitgekomen in Japan op 18 december 1997. In 1999 verscheen een versie voor de PlayStation. Twintig jaar later in 2019 verschenen ook versies voor de Switch en Windows.
Het spel werd overwegend positief ontvangen in recensies en heeft op verzamelwebsites GameRankings en MobyGames scores van respectievelijk 87% en 91%.

## Plot
De jonge Justin erft een magische steen die hem op een reis rond de wereld leidt om het mysterie van een verloren gegane beschaving te ontdekken. Onderweg komt hij andere avonturiers tegen die hem helpen met zijn zoektocht. Het trekt echter ook de aandacht van de kwaadaardige Garlyle Forces, die de geheimen eveneens proberen te ontdekken.

## Platforms
| Platform    | Datum uitgave                                       |
| ----------- | --------------------------------------------------- |
| Saturn      | JP 18 december 1997                                 |
| PlayStation | JP 24 juni 1999 VS 26 oktober 1999 EU 31 maart 2000 |
| Switch      | EU, VS 16 augustus 2019                             |
| Windows     | EU, VS 15 oktober 2019                              |